# 보라당

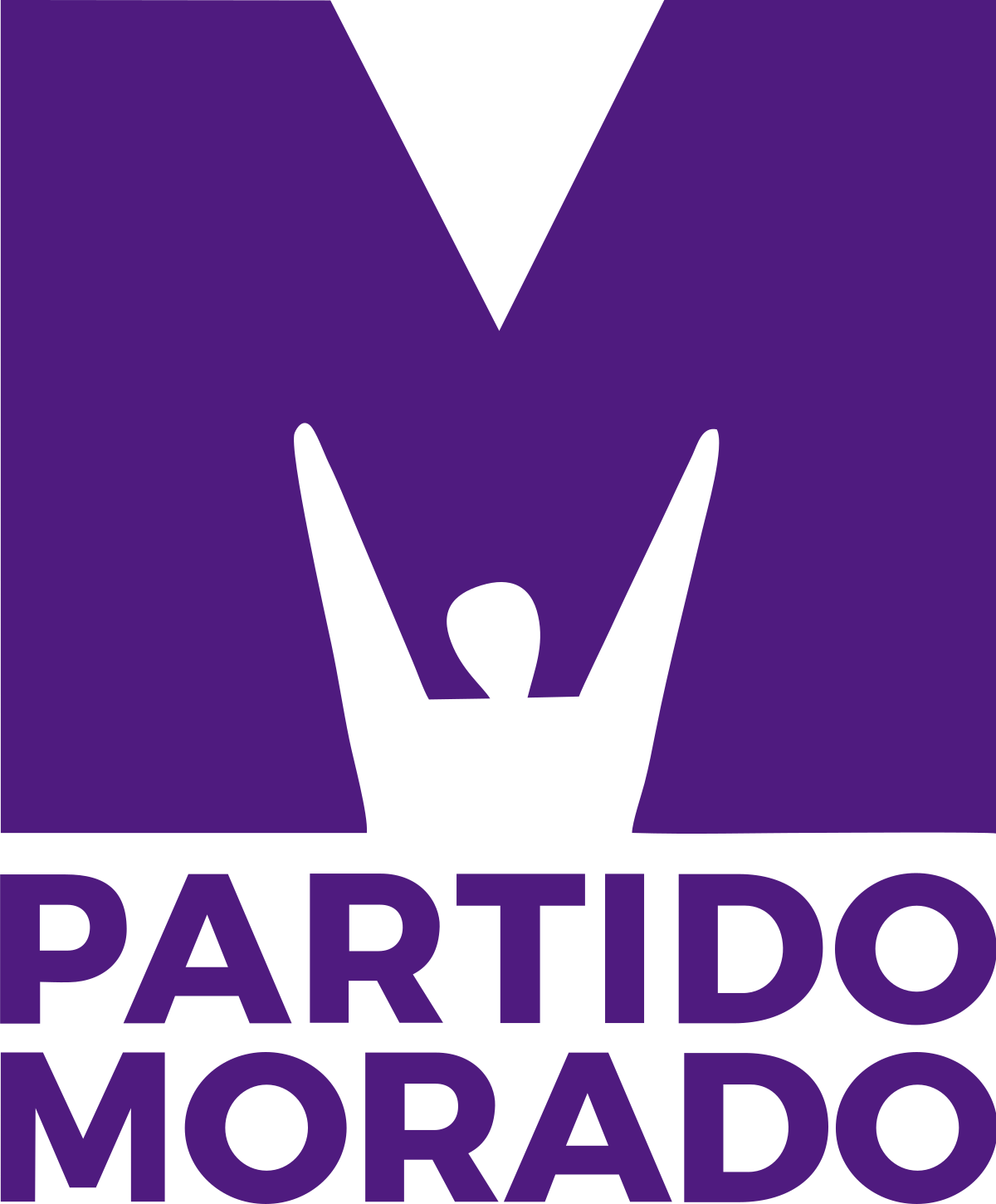

보라당(스페인어: Partido Morado, 약칭 PM)은 페루의 중도, 자유주의, 진보주의 정당이다. 당의 상징색인 보라색은 각각 좌파와 우파를 상징하는 빨간색과 파란색의 혼합이며, 중도 이념을 상징한다.